# Sommer-Paralympics 2024/Teilnehmer (Nepal)
| stlisierte Goldmedaille | stlisierte Silbermedaille | stlisierte Bronzemedaille |
| ----------------------- | ------------------------- | ------------------------- |
| —                       | —                         | 1                         |

Nepal entsandte für die Paralympischen Spiele 2024 in Paris eine Athletin und zwei Athleten. Als Fahnenträgerin bei der Eröffnungsfeier wurde Palesha Goverdhan ausgewählt. Die Taekwondoin gewann bei den Spielen eine Bronzemedaille, die erste Medaille Nepals bei paralympischen Spielen.

## Teilnehmer nach Sportart

### Schwimmen
Männer
| Athleten           | Klasse           | Ergebnis | Platz |
| ------------------ | ---------------- | -------- | ----- |
| Bhim Bahadur Kumal | 50 m Freistil S9 | 35,08 s  | 19    |

### Taekwondo
| Athlet              | Wettbewerb    | Rang   |
| ------------------- | ------------- | ------ |
| Frauen              |               |        |
| Palesha Goverdhan   | K44 bis 57 kg | Bronze |
| Männer              |               |        |
| Bharat Singh Mahata | K44 bis 58 kg | 9      |